# Sixaxis
Sixaxis — беспроводной контроллер-геймпад, разработанный и выпущенной компанией Sony. Sixaxis был выпущен одновременно с игровой приставкой PlayStation 3 в 2006 году и оставался основным контроллером для этой приставки до 2008 года, когда ему на смену пришёл DualShock 3. Sixaxis — беспроводной контроллер, использующий технологию Bluetooth для подключения к консолям PlayStation 3 и PSP Go; устройство контроллера позволяет отслеживать его положение и движение в пространстве с помощью встроенных акселерометра и гироскопа. Само название Sixaxis («шесть осей») подразумевало возможность регистрации движения контроллера по шести степеням свободы — трём пространственным осям и трём углам поворота.
Хотя Sixaxis очень похож на геймпады серии Dualshock, его важным отличием является отсутствие тактильной обратной связи (вибрации). Выпуск Sixaxis произошел на фоне патентного спора между Sony и Immersion Corporation, разработчиком этой технологии. Спор был улажен в 2007 году, и выпущенный годом позже контроллер DualShock 3, практически идентичный Sixaxis по дизайну и функциональности, вновь поддерживал эту технологию.

## История

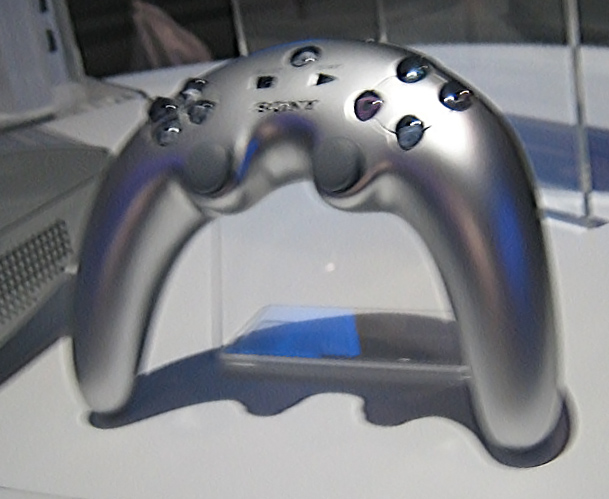
Манипулятор, напоминающий банан или бумеранг, получил негативные отзывы

Семейство контроллеров компании Sony начало развитие в 1994 году с выходом игровой приставки PlayStation. Благодаря высокой эргономичности и функции вибрации геймпад под названием DualShock приобрёл популярность среди игроков. Эргономика устройства почти не изменилась на протяжении трёх поколений игровых консолей.
На выставке электронных развлечений E3 в 2005 году вместе с приставкой PlayStation 3 был показан безымянный игровой манипулятор — он имел футуристическую форму, напоминающую банан или бумеранг. Эргономика и внешний вид нового изобретения вызвали критику и насмешки. Эта версия была не окончательной; разработчики из Sony проводили исследования с фокус-группами в разных странах мира и пришли к выводу, что потребители предпочли бы привычную форму DualShock. 
Новый контроллер впервые был представлен на E3 2006. Внешне он практически идентичен предыдущим разработкам Sony для игровых приставок — DualShock и DualShock 2 для PlayStation и PlayStation 2 соответственно. 3 октября 2006 года компания объявила, что контроллер получит название «Sixaxis»; это палиндромное — одинаково читающееся в обе стороны — название устройство получило благодаря встроенным акселерометрам. Под «шестью осями» (англ. six — «шесть» и axis — «ось») подразумеваются шесть степеней свободы — три пространственные оси и три угла поворота.
В апреле 2008 года c началом продаж DualShock 3 поставки Sixaxis были тихо свёрнуты; контроллер окончательно исчез из магазинов США летом 2008 года с исчерпанием запасов на складах. В Европе контроллер продавался на несколько месяцев дольше — так, он входил в специальное издание PlayStation 3 в комплекте с игрой Metal Gear Solid 4: Guns of the Patriots, выпущенное в этом регионе в июне 2008 года. Сосуществование на рынке двух контроллеров — DualShock 3 с функцией вибрации и Sixaxis без нее — обыгрывалось в самой этой игре: злодей Психо Мантис пытался заставить контроллер вибрировать «силой мысли». Если игрок использовал старый контроллер Sixaxis, Психо Мантис разочарованно сообщал, что его магия не работает, а если DualShock 3 — контроллер вибрировал, и персонаж восторженно объявлял «ура, вибрацию вернули!».

## Устройство
Известный своей эргономичностью корпус DualShock 2 изменился незначительно. В Sixaxis вместо переключателя «Analog» и его индикатора на передней части контроллера появилась кнопка с логотипом PlayStation, аналогичная клавише «Guide» на контроллере Xbox 360. Высота некоторых кнопок была увеличена для большей комфортности. Рычаги «L2» и «R2» в задней части стали почти аналоговыми, степень их нажатия можно регулировать подобно педалям в автомобиле. У аналоговых джойстиков был увеличен максимальный угол отклонения. Несмотря на заявление Sony о повышении разрешения аналоговых осей с 8 до 10 бит в реальности разрешение всё также ограничивается 8 битами.

### Пространственные датчики
Главной особенностью Sixaxis является возможность контроллера определять своё положение в пространстве, а также улавливать тряску и вращение в трёх плоскостях, что позволит использовать в играх новые приёмы, не требующие нажатия кнопок. Это стало возможным благодаря использованию двух, дополняющих друг друга, пространственных сенсоров: акселерометра и гироскопа.
На E3 2006 эта возможность была продемонстрирована на специальной версии игры Warhawk. Многие компании — разработчики игр поддержали такое революционное нововведение. Контроллер можно вращать наподобие компьютерного руля, наклонять или трясти, и игровая приставка понимает такой метод ввода.
Впервые пространственный сенсор был представлен в игровом контроллере Nintendo Wii Remote в ходе презентации приставки Wii на Tokyo Game Show 2005. Но в Wii Remote используется только один сенсор — трёхмерный акселерометр. Акселерометр не способен давать точное измерение параметров вращения при высоко динамичных движениях. И поэтому в новейших игровых контроллерах Sony Sixaxis и позже в Nintendo Wii MotionPlus, кроме акселерометра, был использован дополнительный пространственный сенсор — гироскоп.
В ходе своей пресс-конференции представители Sony сказали, что хотя впервые сенсоры были представлены не ими, компания с удовольствием поддержала новую технологию, так как считают сенсоры ускорения одним из главных достижений консолей седьмого поколения. Позже, в ответ на претензии Nintendo, SCEI отметила, что разработка контроллера велась параллельно с Nintendo и Sony не заимствовала их идей.

### Беспроводной интерфейс

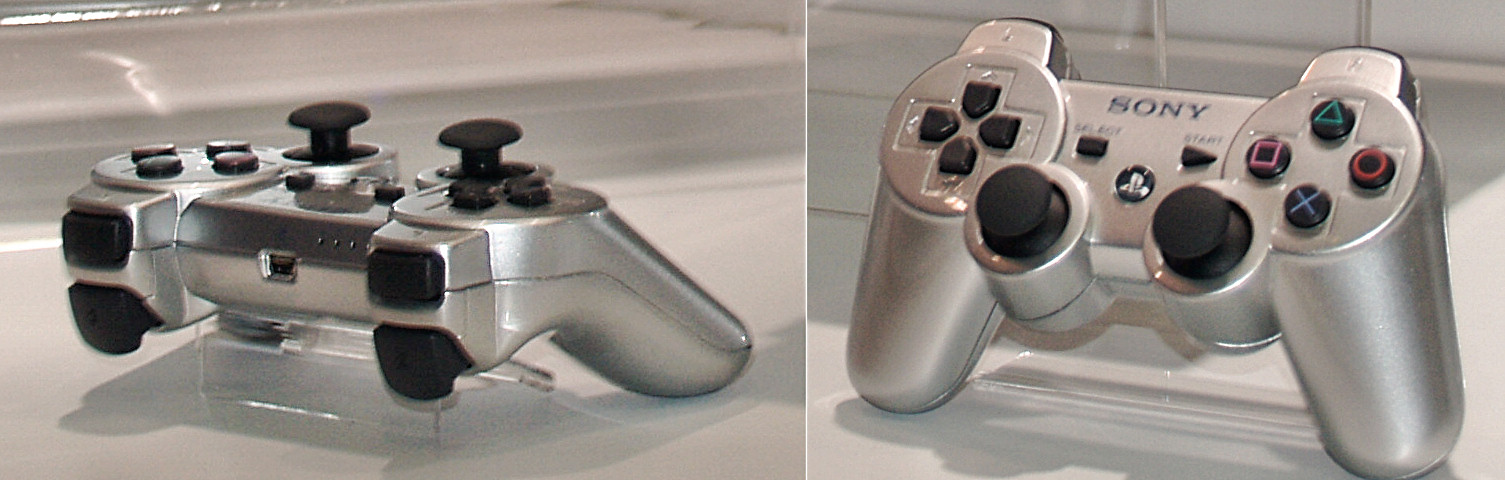
Окончательный вариант контроллера

Sixaxis представляет собой беспроводной контроллер, работающий через связь Bluetooth. По заявлению Sony, заряда аккумулятора будет достаточно на 24 часа использования, а для подзарядки от приставки будет использоваться USB-кабель. Процесс распознавания дополнительно подключённых беспроводных контроллеров легко виден на 4-х светодиодных индикаторах. Одновременно к PlayStation 3 можно подключить до семи контроллеров.

### Отсутствие тактильной обратной связи
Sixaxis не поддерживает функцию тактильной обратной связи (вибрации). В двух предыдущих поколениях контроллеров DualShock такая функция поддерживалась и была одним из основных отличий этой серии — каждый геймпад был оборудован двумя вибрационными моторами, в определенных игрой случаях заставлявших контроллер вибрировать. В пресс-релизе Sony было опубликовано: «В новом геймпаде PlayStation 3 будет отсутствовать ставшая привычной функция вибрации, так как она являлась источником помех для установленных сенсоров ускорения». В более позднем заявлении глава американского отделения Sony сообщил, что вибрация была удалена из контроллера исключительно для снижения цены устройства, и уточнил, что это было стратегическое, а не техническое решение.
Выход Sixaxis произошел на фоне патентного спора: американская компания Immersion Corporation — первоначальный разработчик и владелец патентов на технологию тактильной обратной связи — с 2002 года предъявляла Sony и Microsoft иски по поводу нарушения патентных прав. В то время как Microsoft предпочла откупиться от иска, приобретя долю акций Immersion, Sony судилась с Immersion и проиграла: вердикт суда обязывал Sony выплатить Immersion около 90 миллионов долларов лицензионных отчислений и прекратить продажи нарушающих патенты контроллеров DualShock. Этот вердикт был подтверждён судом апелляционной инстанции в марте 2006 года. Сделанное на выставке Electronic Entertainment Expo позже в том же году заявление Sony о том, что в контроллере для грядущей PlayStation 3 не будет поддерживаться функция вибрации, пресса и руководство Immersion сочли прямым следствием судебного разбирательства. В 2007 году Sony подписала с Immersion соглашение о прекращении патентного спора, согласившись выплатить американской компании требуемую сумму лицензионных отчислений — это позволило Sony возобновить пользование патентами Immersion. DualShock 3, выпущенный на смену Sixaxis, вновь поддерживал функцию вибрации.